# 三室戶車站
三室戶站（日语：／ Mimurodo eki */?）是一個位於京都府宇治市菟道田中，屬於京阪電氣鐵道宇治線的鐵路車站。車站編號為KH76。

## 歷史
- 1917年（大正6年）2月1日 - 本站隨著宇治線的黄檗 - 宇治間開通而開業。
- 1918年（大正7年）6月5日 - 停止運行（到1921年才重新營業）。
- 1943年（昭和18年）
  - 10月1日 - 由於公司合併，成為京阪神急行電鐵（阪急電鐵）的車站。
  - 11月1日 - 暫時停止運行。
- 1947年（昭和22年）4月1日 - 再度開業。
- 1949年（昭和24年）12月1日 - 由於公司分離，成為京阪電氣鐵道的車站。
- 1969年（昭和44年）- 站房完工，為島式月台1面的車站。
- 1981年（昭和56年）- 在月台設置導盲磚[1]。
- 1994年（平成6年）10月 - 設置自動驗票機[2]。
- 2000年（平成12年）6月26日 - 等待室裝上空調。
- 2009年（平成21年）1月 - 設置多功能廁所[3]。
- 2016年（平成28年）10月31日 - 在車站內設置電子資訊看板[4]。

## 車站構造

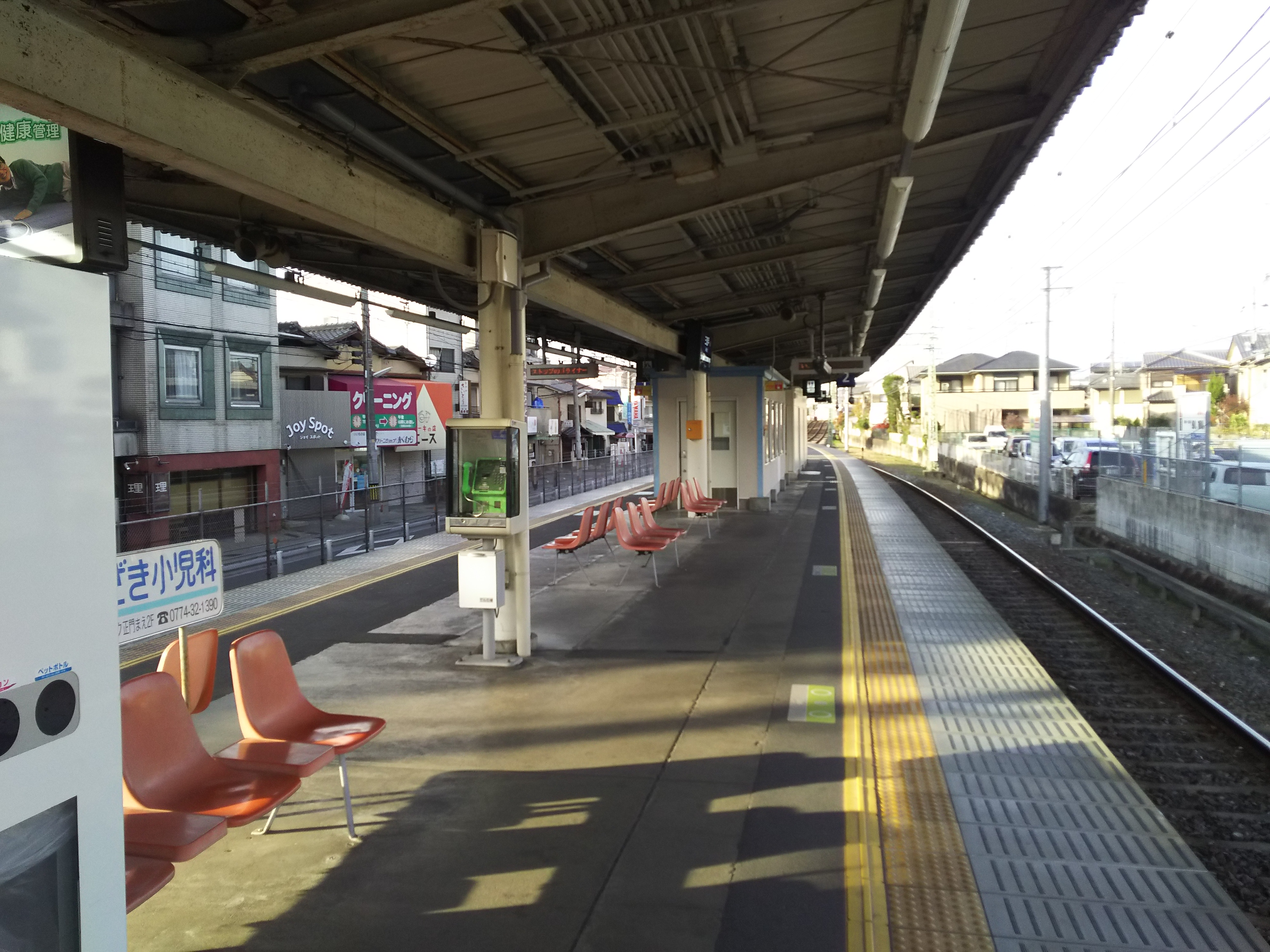
月台

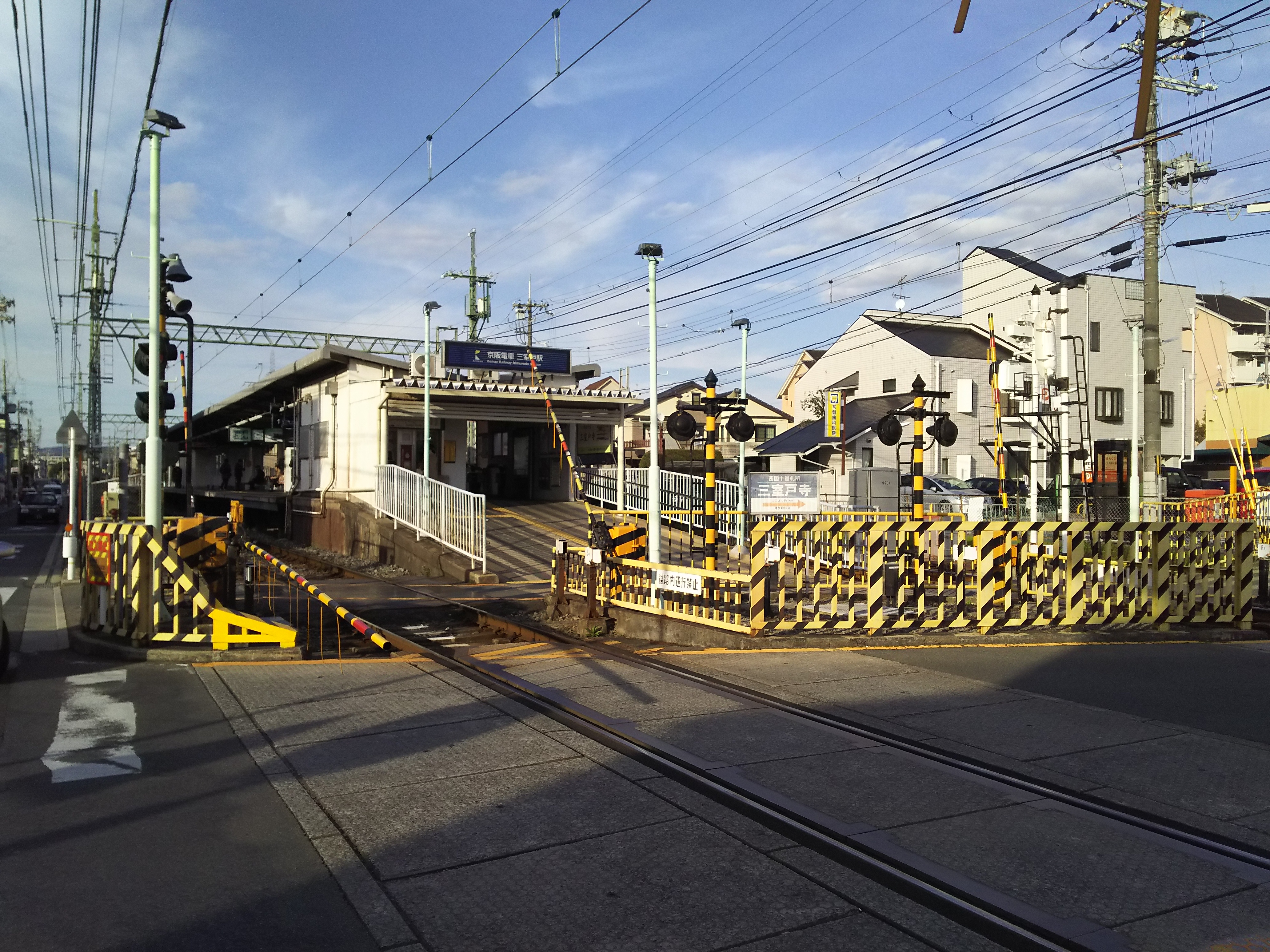
站房

島式月台1面2線的地面車站。

### 月台配置
| 月台 | 路線   | 方向 | 目的地                              |
| ---- | ------ | ---- | ----------------------------------- |
| 1    | 宇治線 | 上行 | 往 中書島、淀屋橋、中之島線、出町柳 |
| 2    | 宇治線 | 下行 | 往 宇治                             |

## 使用狀況
近年11月第2個星期二的上車人次如下表。
| 年度   | 特定日   |
| 年度   | 上車人次 |
| ------ | -------- |
| 2003年 | 2,378    |
| 2004年 | 2,481    |
| 2005年 | 2,460    |
| 2006年 | 2,400    |
| 2007年 | 2,375    |
| 2008年 | 2,361    |
| 2009年 | 2,282    |
| 2010年 | 2,386    |
| 2011年 | 2,279    |
| 2012年 | 2,219    |
| 2013年 | 2,312    |
| 2014年 | 2,367    |
| 2015年 | 2,370    |
| 2016年 | 2.011    |
| 2017年 | 1,918    |
| 2018年 | 1,904    |

## 車站周邊
- 三室戶寺
- 菟道稚郎子墓[6]
- 宇治菟道郵局

## 相鄰車站
京阪電氣鐵道
 宇治線
黃檗（KH75）－三室戶（KH76）－宇治（KH77）

## 外部連結
- 三室戶 - 京阪電氣鐵道